# Odontestra malgassica
Odontestra malgassica là một loài bướm đêm trong họ Noctuidae.